# Gewone waterbies
De gewone waterbies (Eleocharis palustris) is een overblijvende plant, die behoort tot de cypergrassenfamilie (Cyperaceae). De plant wordt ook in de siertuin gebruikt. De gewone waterbies lijkt op de slanke waterbies (Eleocharis uniglumis). Bij de gewone waterbies omvat het onderste kafje niet meer dan de helft van de stengel, terwijl dat bij de slanke waterbies helemaal of bijna helemaal is.
De plant wordt 10-60 cm hoog en vormt kruipende wortelstokken. De ronde, holle stengels zijn 1-6 mm dik. De bladscheden zijn geelbruin en de bovenste bladschede is horizontaal afgesneden.
De gewone waterbies bloeit van mei tot augustus met bruine tot roodbruine aren. De onderste twee kafjes van de aar zijn onvruchtbaar. Het vruchtbeginsel heeft twee stempels.
De vrucht is een lensvormig, 1-2 mm lang nootje met borstels.
De plant komt voor in moerassen, natte duinvalleien en aan waterkanten.

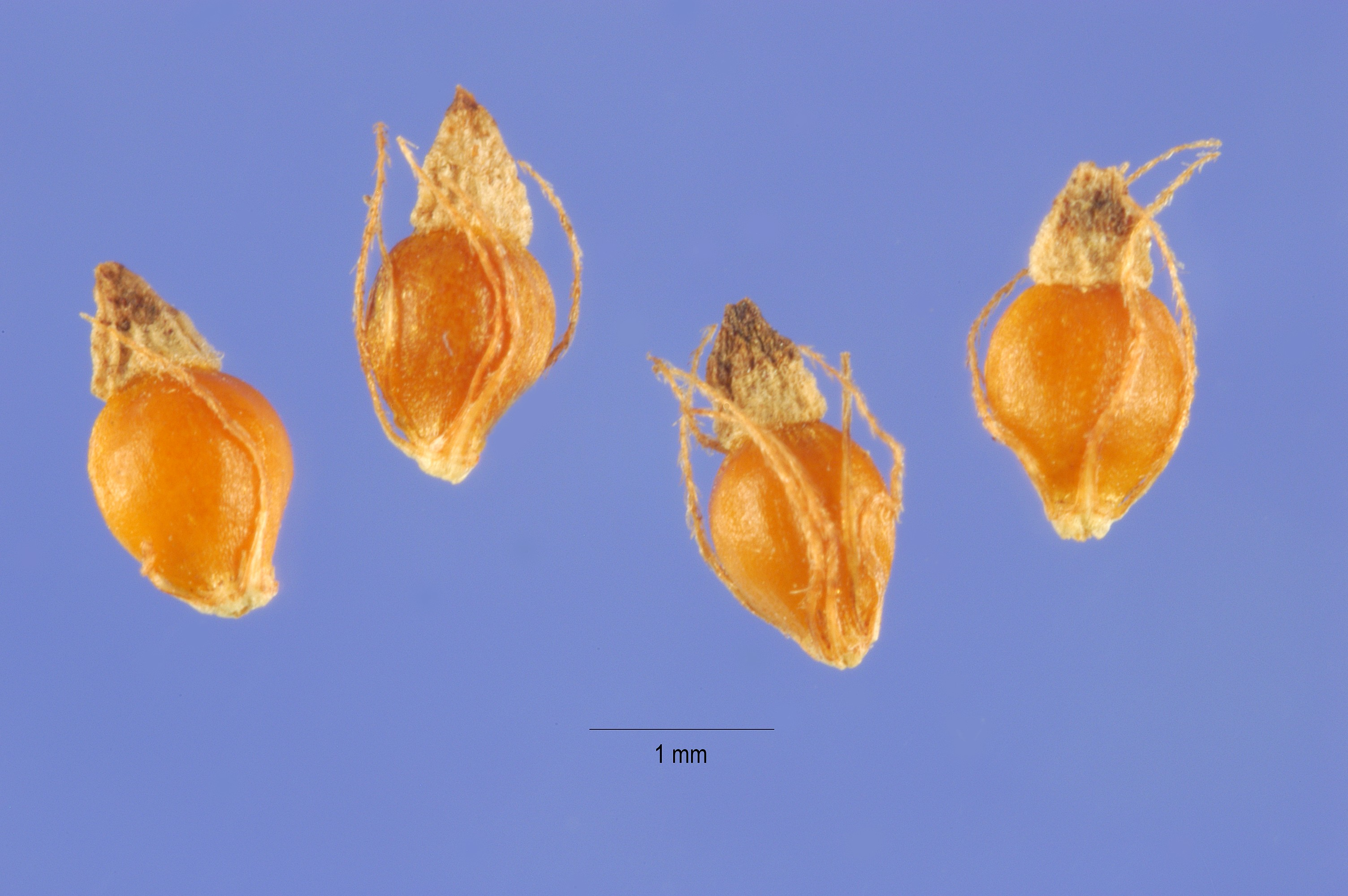
Nootjes met onderste deel van de stijl

## Namen in andere talen
- Duits: Gemeine Sumpfbinse
- Engels: Common Spikerush
- Frans: Scirpe des marais